# Pajusi (gemeente)
Pajusi (Estisch: Pajusi vald) was een gemeente in de Estlandse provincie Jõgevamaa. De gemeente telde 1225 inwoners op 1 januari 2017. In 2011 waren dat er 1152. Ze had een oppervlakte van 232,5 km².
De landgemeente telde 23 dorpen. Hoofdplaats was het dorp Kalana.
In oktober 2017 werd de gemeente bij de gemeente Põltsamaa gevoegd. Alleen het dorp Kaave ging naar de gemeente Jõgeva.

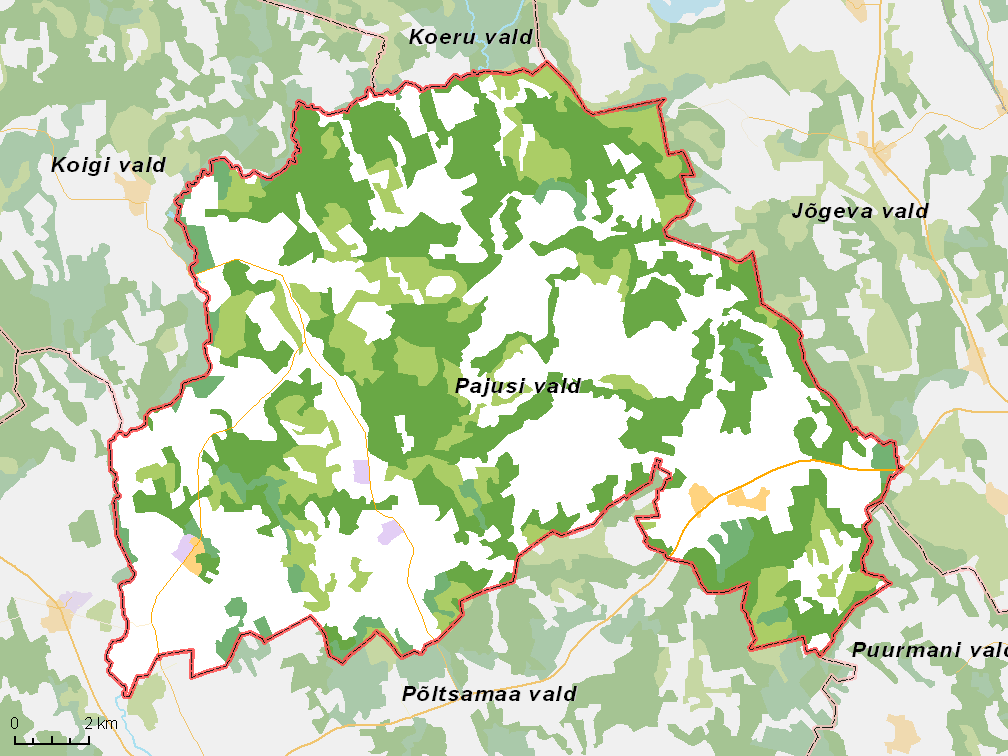
De gemeente met omliggende gemeenten, situatie begin 2017